# Вилијам Розенкранс
Вилијам Розенкранс (енгл. William Rosecrans, 1819-1898), истакнути генерал Уније у Америчком грађанском рату.

## Војна служба
На самом почетку Америчког грађанског рата, Розенкранс се истакао као један од потчињених официра у војсци генерала Џорџа Маклелана током првих борби током јуна и јула 1861. у Западној Вирџинији. Том приликом Розенкранс је потукао конфедералисте под командом генерала Гарнета у биткама код Рич Маунтина (11. јуна) и Кериксфорда (13. јула). У другој бици Гарнет је погинуо, а његов заменик Пегрем је капитулирао код Беверлија. Ове брзе и успешне операције, којима је на терену лично командовао Розенкранс, донеле су наглу популарност генералу Маклелану. Победе су приписане Маклелену као команданту победничке војске, иако је он за све време борби седео у Синсинатију.
У лето 1863, као заповедник војске Уније у Тенесију, Розенкранс је нападао висораван Чатануга (која је контролисала прилаз Атланти, престоници Џорџије и главном железничком чвору Југа) коју је бранила војска Конфедерације под командом Бракстона Брага. Ту је тешко потучен у бици код Чикамоге (19-20. септембра) - унионисти су изгунили 18.000 људи, а конфедералисти свега 10.000. После пораза, на том положају га је сменио Јулисиз Грант, који је потукао Брага у бици код Чатануге (25. новембра 1863).